# Petite mouche domestique
Fannia canicularis
Pour les articles homonymes, voir Mouche.
Espèce
La petite mouche domestique (Fannia canicularis) est l'autre espèce de mouches commune dans les maisons avec la mouche domestique (Musca domestica) qui est un peu plus grosse.

## Description
La petite mouche domestique adulte mesure 6 mm de long pour une envergure de 12 mm. Son thorax gris est marqué de 3 nervures longitudinales moins prononcées que chez sa cousine la mouche domestique. Fannia canicularis possède à la base de son abdomen, une large tache jaune. Au repos, ses ailes sont repliées le long du dos. Son espérance de vie n'est pas très longue : elle peut vivre au maximum 4 à 5 mois[Information douteuse].

## Reproduction
En paquets pouvant contenir jusqu'à 50 œufs, les femelles pondent des centaines, parfois jusqu'à 2 000 œufs. Les œufs sont pondus dans des matériaux très humides et en décomposition tels que du fumier humide, des excréments de chien, de la bouse de vache, du fumier liquide, des fosses fécales, des déchets de cuisine tels que des pommes de terre ou des navets pourris, de l'ensilage et du compost, mais aussi dans des poubelles, du fromage, du bacon et poisson séché. À 24–27 °C, les larves éclosent en 24 à 48 heures. À une température favorable (autour de 30 °C), le développement de l'œuf à l'insecte complet ne prend que 7 jours. Les asticots brun clair et plats, mesurant jusqu'à six millimètres de long, portent une paire d'appendices corporels filiformes ressemblant à des épines sur chaque anneau corporel sur les côtés et sur le dos. Ces extensions, que l'on retrouve également chez les pupes, leur permettent de se déplacer dans les substances liquides.
La période de développement larvaire est de sept à dix jours, la phase nymphale de quatre à six jours. Le temps de développement total de la petite mouche domestique est de 7 à 30 jours, selon la température. L'hivernage se produit au stade larvaire ou nymphal.

## Comportement
Les mouches ont une espérance de vie moyenne de deux à trois semaines. En Europe centrale, environ sept générations peuvent apparaître chaque année. Ils se trouvent sur les fèces et les cadavres de vertébrés et les sucent. En raison de ses déplacements entre les matières fécales et la nourriture, l'espèce est considérée comme un vecteur possible de maladie.
De mai à octobre, la petite mouche domestique entre souvent dans les bâtiments et attire l'attention par son vol circulaire silencieux au milieu de la pièce, avec lequel elle encercle les objets suspendus au plafond, notamment les lampes. Elle change brusquement la direction de vol. Il s'agit d'un vol de patrouille, avec lequel les mâles surveillent leur territoire et, si nécessaire, attaquent les intrus. Lors de courtes pauses et pendant la nuit, les mouches se posent sur ces objets et y laissent de petites taches de déjections. À l'extérieur, ce sont généralement les cimes des arbres que les mouches utilisent pour leurs danses en essaim.

## Aide à la détermination des espèces
Cette mouche a un corps plus svelte et la nervure médiane de l'aile est droite.

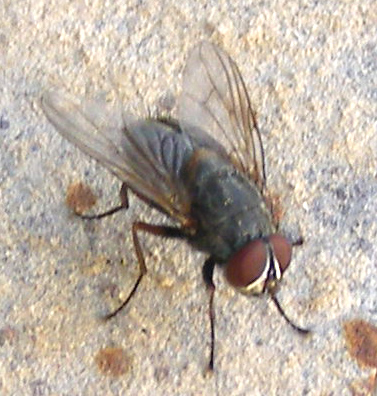
La petite mouche domestique vue du dessus.
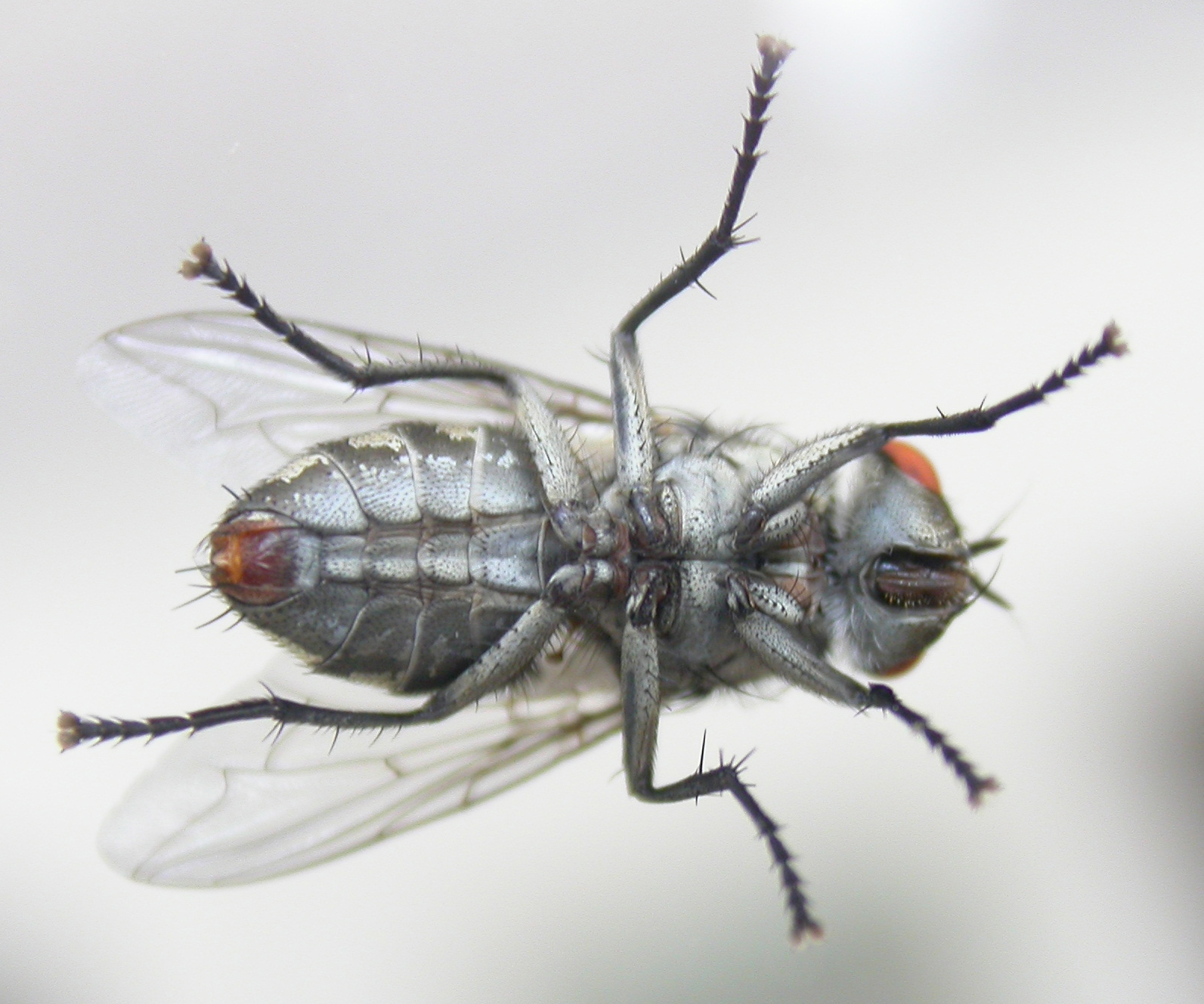
La petite mouche domestique vue de dessous.
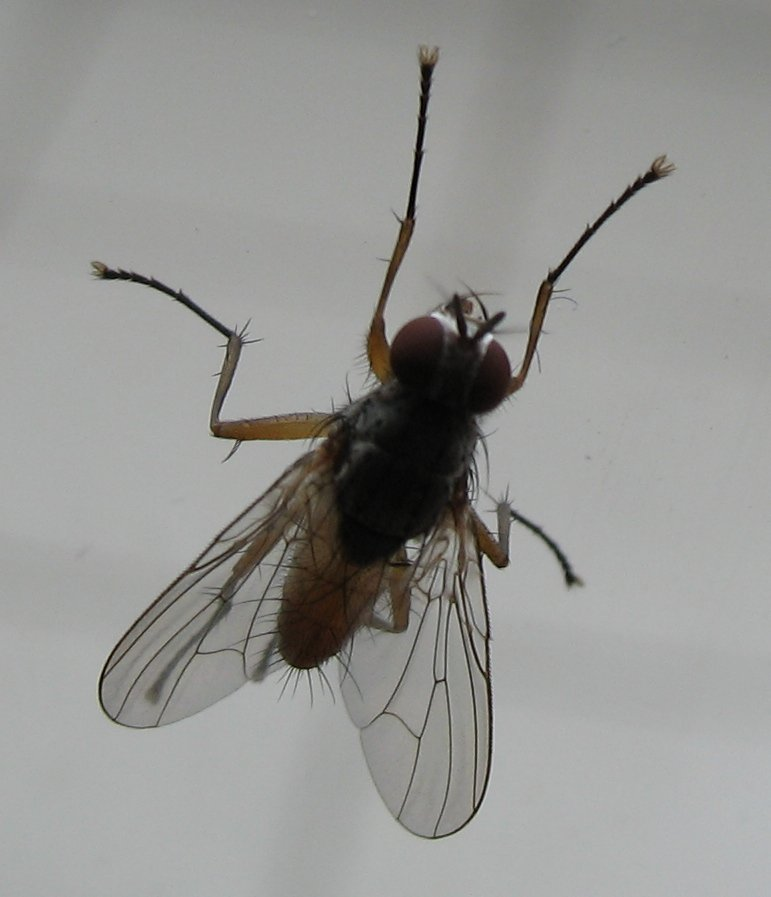
La même mouche vue de dessus.
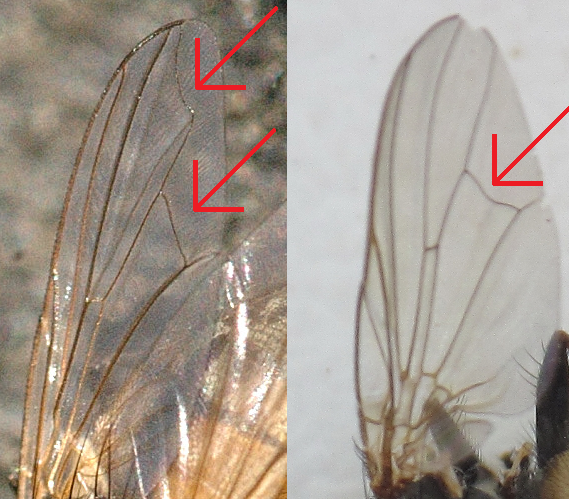
Comparaison des ailes.